# Adesso sì
Adesso sì è un singolo del cantante italiano Sergio Endrigo pubblicato nel 1966. La canzone è arrivata al nono posto nella 16ª edizione del Festival di Sanremo.. Anche Lucio Battisti ne cantò una propria versione.

## Tracce
Versione Sergio Endrigo
Testi di Sergio Endrigo.
1. Adesso sì
2. Io e la mia chitarra

Versione Chad & Jeremy
1. Adesso sì
2. Nessuno più di me

## Classifiche
| Classifiche | Posizione massima |
| ----------- | ----------------- |
| Italia      | 9                 |